# Thlaspi bornmuelleri
Thlaspi bornmuelleri là một loài thực vật có hoa trong họ Cải. Loài này được (Rchb. f.) Hedge miêu tả khoa học đầu tiên năm 1965.